# Grunwald (obraz Wojciecha Kossaka)
Grunwald – obraz olejny o wymiarach 350 × 400 centymetrów namalowany wraz z mniejszą repliką (129 × 220 cm) przez polskiego malarza Wojciecha Kossaka w 1931. Powstał na zamówienie Muzeum Narodowego w Warszawie.
Obraz Kossaka przedstawia bitwę pod Grunwaldem z 15 lipca 1410 „z wiernym zachowaniem ubiorów i rekwizytów z tego czasu”.
Obecnie obraz znajduje się w Muzeum Wojska Polskiego w Warszawie, natomiast replika należy do zbiorów Muzeum Warmii i Mazur w Olsztynie.